# Plaza de Jacinto Benavente
La plaza de Jacinto Benavente, también conocida como plaza de Benavente, es un amplio espacio público del centro de Madrid. En él confluyen las calles de Carretas, Cruz, Huertas, Atocha, Doctor Cortezo, Concepción Jerónima y de la Bolsa. El nombre de la plaza figura en memoria del dramaturgo y premio Nobel, en 1922, Jacinto Benavente y Martínez, autor de obras como Los intereses creados o La malquerida.

## Historia

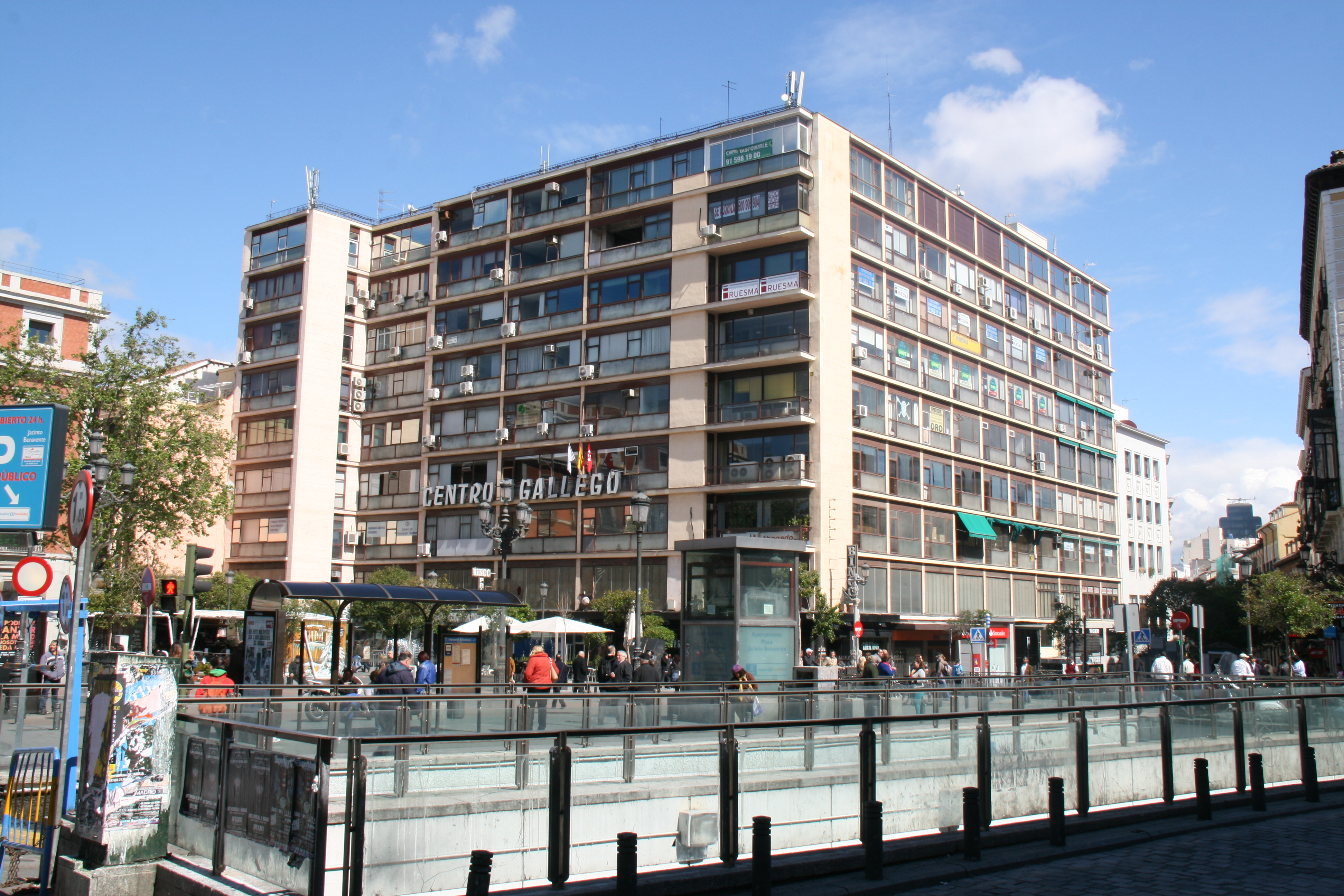
Centro Gallego

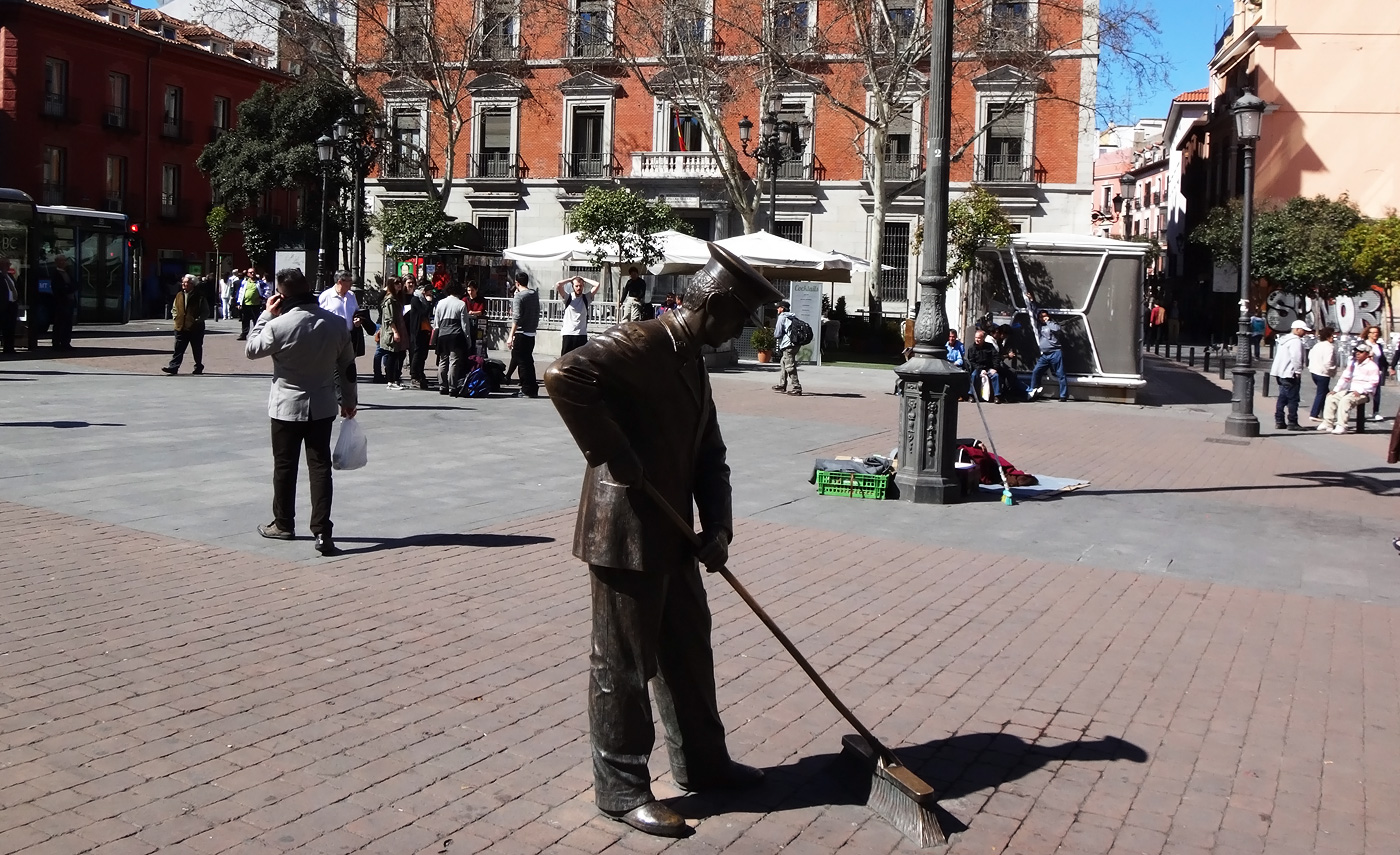
Bronce al barrendero madrileño

La plaza se creó en 1926 como consecuencia del derribo de varios edificios en torno a la plazuela de la Aduana Vieja y la anexa plazuela de la Leña (luego calle de la Bolsa), entre ellos el Convento de los Trinitarios Calzados y la lonja del Almidón. Tras el ensanche, el palacio de los Cinco Gremios Mayores construido por Manuel de la Ballina en el siglo XVII, pasó a ser propiedad del Banco de Isabel II, y al fusionarse este banco con el de San Carlos, dio origen a la primera sede del Banco de España. En inicio del siglo XXI alberga la Dirección General del Tesoro. 
A comienzos del siglo XX se edificó uno de los primeros cines de la capital: el Cine Ideal (en la embocadura de la calle del Doctor Cortezo). En los años cincuenta se levantó el edificio del «Centro Gallego», de ahí que en las inmediaciones del edificio se colocase un crucero recordando a los peregrinos que realizan el Camino de Santiago. En 1998 se añadió a la decoración de la plaza un barrendero de bronce obra de Félix Hernando García. Desde finales del siglo XX se ha empleando en ocasiones como espacio para las ferias de artesanía.
En 2025 se lleva a cabo una reforma integral de la plaza, por haber quedado "obsoleta" en su configuración. La idea es crear un espacio más peatonal y estancial que cruce de vías y de paso.

## Autobuses

Plano de los autobuses en Jacinto Benavente

En la plaza tienen su cabecera las líneas 6, 32 y 65. A poca distancia están también las cabeceras de las líneas 26 (en Tirso de Molina) y 50 (en plaza Mayor). Las líneas M1 y 002 también pasan por la plaza.